# George D. Mason
George DeWitt Mason (4 de julio de 1856 - 3 de junio de 1948) fue un arquitecto estadounidense que ejerció en Detroit, Míchigan, en la última parte del siglo XIX y las primeras décadas del siglo XX. Varias obras de Mason, ya sea por él mismo o como parte de Mason & Rice, están incluidas en el Registro Nacional de Lugares Históricos.

## Biografía
George Mason nació en Syracuse, Nueva York, hijo de James H. y Zelda E. Mason. En 1870 la familia se mudó a Detroit, donde Mason recibió su educación inicial.

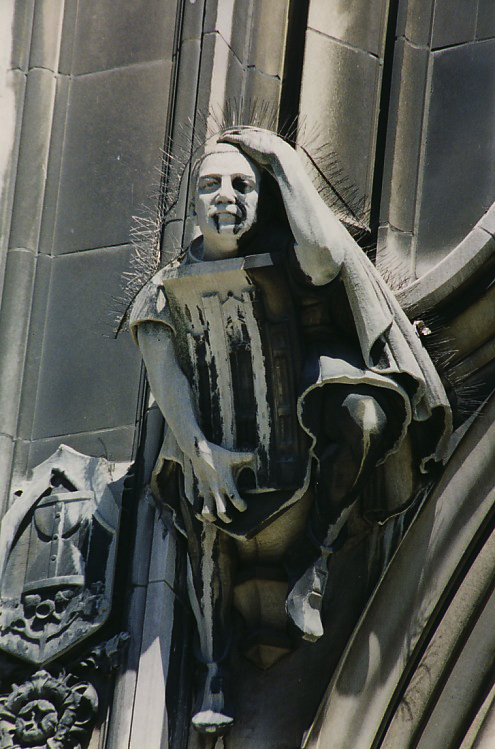
Escultura de Mason en el Templo Masónico de Detroit.

Comenzó su carrera arquitectónica trabajando para el arquitecto de Detroit Hugh Smith en 1875, pero esto solo duró un verano. Posteriormente se trasladó a la firma Henry T. Brush, donde trabajó durante los primeros nueve meses sin paga. Mason comenzó asignado a un trabajo de detalle específico en la Casa George O. Robinson y la Biblioteca Pública de Detroit. Uno de los primeros edificios en los que Mason recibió la misma facturación por el diseño fue la Casa Ransom Gillis
En 1878 se unió a Zachariah Rice para formar la firma Mason & Rice. Esta asociación duró hasta 1898, después de lo cual Mason continuó su práctica solo. Desde 1884 hasta 1896, Albert Kahn trabajó con Mason y Rice, y volvió a asociarse con Mason durante algunos años a principios del siglo XX.
Murió el 3 de junio de 1948, en su casa en el edificio Wiltshire Apartments, a la edad de 91 años.

## Obras destacadas
Las siguientes son alguns de sus obras más destacadasː 

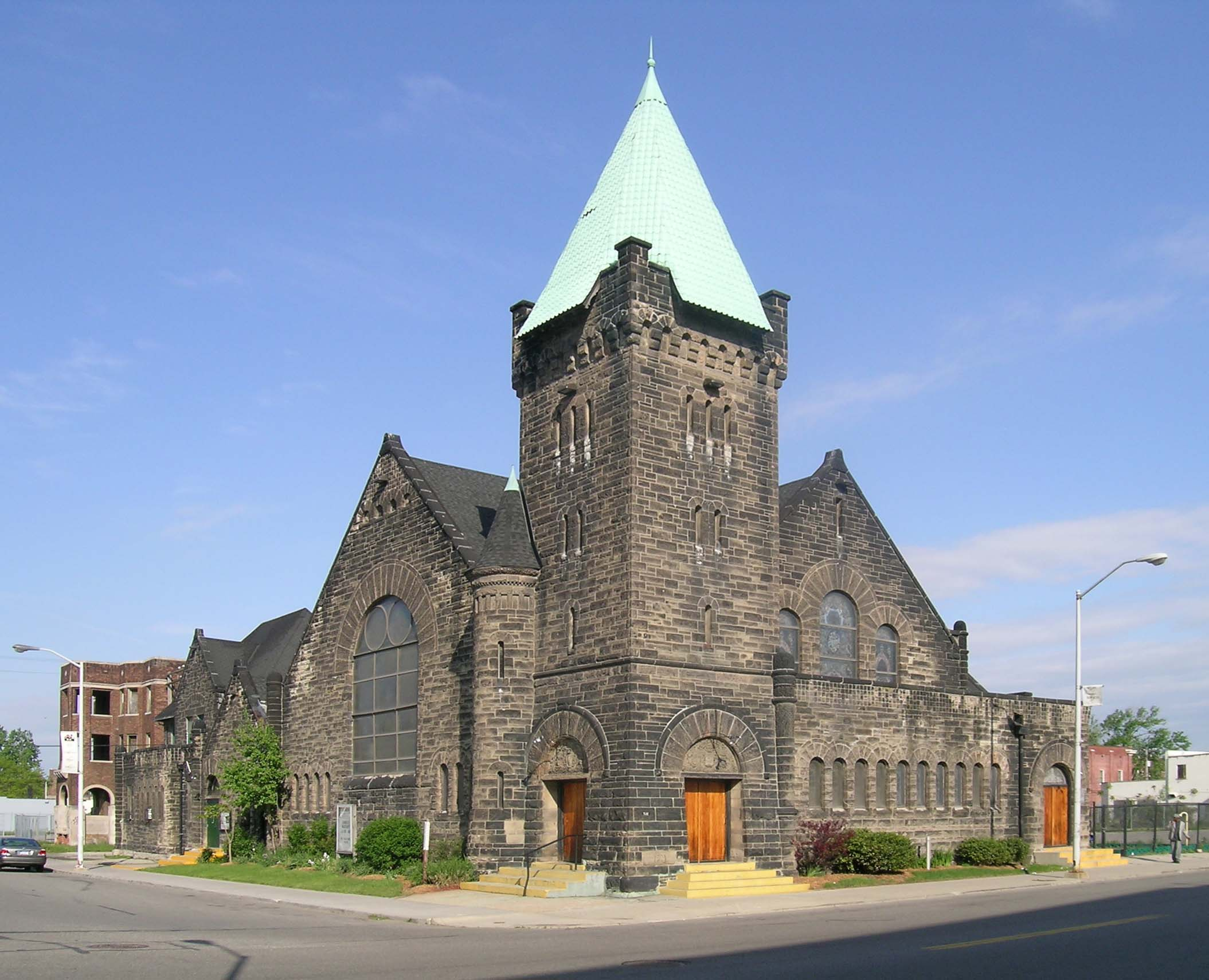
Iglesia Metodista Unida de la Avenida Cass (1883)

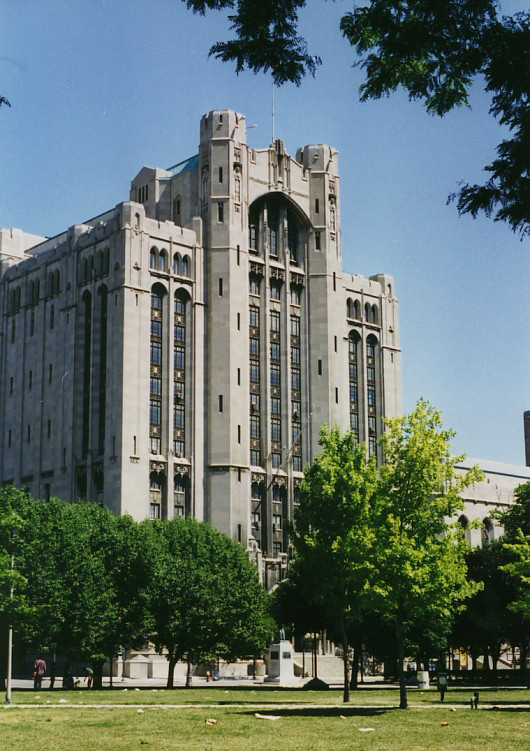
Templo Masónico de Detroit (1926)

- Casa Ransom Gillis (con Brush) (1876 o 1878)
- Iglesia Metodista Unida de la Avenida Cass (con Rice) (1883) (solo la capilla)
- Thompson Home (con Rice) (1884)[8]
- Casa George y Martha Hitchcock (con Rice), Farwell, Míchigan (1885)
- Grand Hotel (con Rice), Isla Mackinac (1887)
- Casa Lee Gilbert (con Rice) (1888)[9]
- Primera Iglesia Presbiteriana (con Rice) (1889)
- Iglesia Episcopal de la Trinidad (con Rice) (1890)
- Cas James E. Scripps (1891) (adiciones)
- Casa de máquinas no 18 (con Rice) (1892)
- Estación de Policía de Belle Isle (con Rice) (1893)[10]
- Century Theater (1903)
- Palms Apartments (con Kahn) (1903)
- Belle Isle Aquarium (con Kahn) (1904)
- Iglesia Metodista Unida Trinity, Highland Park, Míchigan (1922)
- Club de Yates de Detroit (1923)
- Templo Masónico de Detroit (1926)
- Gem Theatre (1927; reubicado, 1997)
- Iglesia Cristiana de Central Woodward (1928)
- Edificio de la Facultad de Derecho de Detroit (demolido)
- Iglesia Luterana de Zion, Ann Arbor, Míchigan